# Зайс-и-Чакон, Хосе Паскуаль де
Хосе Паскуаль де Зайс-и-Чакон (1772, Гавана — 1827, Чиклана-де-ла-Фронтера, Андалусия) — испанский военачальник, отличавшийся большим мастерством и смелостью, один из ведущих военачальников испанской армии в Пиренейской войне.

## Начало военной карьеры
Хосе Паскуаль де Зайс-и-Чакон родился в дворянской семье, проживавшей в Гаване с XVI века. Он был крещён в приходской церкви 23-го числа [книга 1, № 333]; его крестным отцом был губернатор Паскуаль де Сиснерос. Его семья переехала в Испанию, когда ему было семь лет. В детстве его привлекала военная карьера, поэтому 15 сентября 1783 года он был записан в Астурийский пехотный полк. Четыре года спустя, в возрасте 15 лет, он получил звание младшего лейтенанта. В 1789 году вместе со своим полком был направлен в гарнизон Орана в Алжире. 9 октября 1790 года страшное землетрясение разрушило часть города; погибло более 3000 человек, в том числе 400 солдат Астурийского полка; Зайс получил серьёзные травмы. Он оставался в Оране до тех пор, пока не был эвакуирован вместе с испанскими войсками в 1792 году после осады. Зайс всё ещё был ранен и не принимал участия в бою.

## Война первой коалиции
В 1793 году он был принят в артиллерию армии Наварры в войне против французов. После нескольких боёв 23 июля того же года он был взят в плен. После освобождения французами 28 сентября 1794 года получил звание лейтенанта. Он оставался на фронте до подписания мира в 1795 году.

## Битва за Брион
В том же 1795 году Зайс со 2-м батальоном Астурийского полка направляется в Виго для службы в гарнизоне и на флоте. В это время Зайс дважды плавал в Америку. По возвращении из своей второй поездки, после прибытия в Ла-Корунья 26 августа 1800 года, его батальон был переведён в Ферроль для защиты города от нападения англичан. Зайс отличился в битве при Брионе, где он был ранен; за это ранение он был награждён. 22 мая 1801 года Зайса назначают капитаном гренадеров. После этого он служит в нескольких гарнизонах с Астурийским полком. 6 апреля 1804 года он был повышен до сержанта-майора и стал служить в линейной пехоте.

## Пребывание в Этрурии
В конце 1805 года он был назначен помощником генерал-лейтенанта Гонсало О’Фаррила, с которым он отправился в королевство Этрурию — марионеточное государство, созданное Наполеоном из земель Великое Тосканского герцогства. Там он оставался до середины 1807 года, когда со своим подразделением был отправлен в Гамбург, чтобы по плану Наполеона отражать высадку британцев в Северном море.
В конце 1807 года он вернулся в Испанию, а 11 марта 1808 года был назначен командиром батальона полка Принцессы (исп. Del regimiento de la Princesa) линейной пехоты. Этот полк принадлежал Северной дивизии, командующим которой был Педро Каро-и-Суреда, маркиз де Ла Романа; основные силы дивизии находились в Дании, но Зайс оставался в Испании.

## Миссия во Францию и задержание
Находясь в Мадриде, Зайс получил от испанской хунты приказ отправиться в Байонну, чтобы проинформировать короля Карла IV о ситуации в Испании, то есть о том, что Наполеон, несмотря на все обещания и пакты, фактически навязал Испании французский военный режим. Это была весьма деликатная миссия для офицера такого низкого ранга. По прибытии во Францию Зайс был сразу же арестован, хотя у него была возможность говорить с Педро Цеваллосом, государственным секретарем Фердинанда VII (в то время) и позже Жозефа Бонапарта.

## Пиренейская война

### Первые сражения в Пиренейской войне
Зайса освободили 11 мая, после чего он сразу же отправился в Мадрид. Там ему было приказано следовать в Ла-Корунью, чтобы присоединиться к отряду войск, направляющихся в Буэнос-Айрес. Прибыв в Вальядолид, он становится свидетелем народного восстания патриотов против французов. Генерал Грегорио Гарсия де ла Куэста, генерал-капитан Кастилии, решает оставить его у себя, назначая начальником штаба, что было чрезвычайно высокой должностью для простого командира батальона.
12 июня он участвует в битве при Кабесоне, после чего войска Куэсты отступают в Бенавенте, где он и Зайс пытаются создать из своих войск хотя бы подобие армии. Однако 28-го Зайс отправился в порт Фонсебадон, чтобы встретиться с генералом Хоакином Блейком, который отправил его в Ла-Корунью, чтобы объяснить ситуацию совету Королевства Галисия. Доклад Зайса убеждает правление объединить силы Блейка с Куэстой, но с секретным приказом для Блейка не сотрудничать чрезмерно с Куэстой.
Эти объединённые, но плохо согласованные силы 12 июля были разбиты в битве при Медина-де-Риосеко. Испанские войска ушли в Бенавенте, а затем силы Куэсты продолжили путь в направлении Леона.
Преследуемый французами, Куэста, по предложению Зайса, выполнил фланговый манёвр в районе Торо, Саморы и Саламанки, который не только освободил его от преследования французов под командованием Бессьера, но и позволил им зайти в тыл французам. 1 августа в Саламанке он узнаёт о победе Испании в сражении при Байлене. В тот же день Куэста производит Зайса в полковники.
После Байлена и последующего ухода французов происходит конфронтация Куэсты с генералом Кастаньосом, которая заканчивается арестом Куэсты. Зайс, как его подчиненный и близкий соратник, был лишён должности начальника штаба так называемой армии Кастилии. Эти войска, теперь называемые просто дивизией, отправились к Логроньо. Там они приняли участие в нескольких стычках с французами. 25 октября Ней напал на Логроньо, и на следующий день испанские войска ушли из него. Генерал Кастаньос считал, что войска дивизии сражались хуже, чем могли бы, поэтому он приказал их распустить. Зайс остался не у дел.
23 ноября 1808 года Зайса рекомендуют генералу Мануэлю Лапенье, командиру 4-й дивизии, который принимает его к себе, хотя неизвестно, дал ли он ему командование войсками. В тот же день произошла (и была проиграна) битва при Туделе, в которой войско Лапеньи, несмотря на приказы Кастаньоса, не принимает участие.
Отступающие войска Кастаньоса прибывают в Борху, затем идут в Калатаюд, а оттуда — в Сигуэнсу. Кастаньос организует мобильный арьергард для прикрытия своего отступления, к которому Зайс присоединяется в качестве офицера штаба. Как таковой он участвует в сражении арьергарда в Бубьерке, закончившемся поражением. Наконец, без каких-либо дополнительных проблем войска Кастаньоса (бывшая армия Центра) прибывают в Куэнку 12 декабря. Там командование на себя берёт герцог дель Инфантадо.
25 декабря испанские войска предприняли небольшую удачную атаку на Таранкон, которая заставила французов отступить. Встревоженный этим небольшим поражением, Жозеф Бонапарт приказывает Викто́ру разгромить испанские войска герцога дель Инфантадо, что тот и совершает в битве при Уклесе 13 января 1809 года.
Зайс участвовал в атаке на Таранкон, но не был в Уклесе, потому что, будучи назначенным Куэстой главнокомандующим Армии Эстремадуры, должен был оставаться со своей армии. 8 января Зайс принял командование полком Хаэн (исп. del regimiento Jaén). С этими войсками 29 января он уничтожает мост в Альмарасе через Тахо, хотя французские войска заменяют его понтонным мостом, который действует до их окончательного поражения в битве при Альмарасе (1812).
После этого испанские войска подвергаются нападению немецкой дивизии армии Виктора. Зайс со своими людьми прикрывает уход войск после битвы при Месас-де-Ибор. Куэста приказывает генералу отвести войска через Трухильо в Медельин; за ними по пятам следуют французские войска. Из Медельина войска Куэсты проходят в Вильянуэва-де-ла-Серена. В это время Зайс посылает два батальона гренадеров, которые в то время были элитной силой. Куэста, получив это подкрепление в Вильянуэва-де-ла-Серена, и одержав победу в небольшой стычке, решает сразиться с Виктором, в результате чего терпит страшное поражение в битве при Медельине (28 марта). В битве войска Зайса действовали как резерв испанского левого крыла. Его вмешательство в тот момент, как испанская шеренга начала рваться, было сорвано, когда на его пути встала испанская же кавалерия. В этом сражении Зайс снова был ранен.
Вывод войск после поражения спас армию Эстремадура от полной катастрофы, которая, казалось, была неминуема. После этого несколько офицеров были награждены, и среди них был Зайс (приказ датируется 8 апреля 1809 года), который был повышен до бригадира (бригадного генерала) и назначен главой авангардного подразделения армии.
Авангард Зайса организовал несколько небольших атак на силы Виктора, следуя тактике «бей и беги», которая весьма подходила для ослабления французских войск. Армия Виктора, рассеянная между Тахо и Гвадианой, не могла удерживать завоёванные позиции, частично из-за нехватки припасов и частично из-за нападений Зайса.
Положение Виктора ухудшилось, когда Сульт потерпел поражение в Северной Португалии. 14 июня Виктор приказал отвести войска на правый берег Тахо. Следуя за ним к Альмарасу, находясь за рекой, были расположены войска Зайса. Несколько дней спустя, 6 июля, генерал Куэста и Артур Уэлсли, будущий первый герцог Веллингтон, встретились в порту Миравете. Началась талаверская кампания.

### Талаверская кампания
Во время этой кампании Зайс проявил себя с положительной стороны. Именно его авангард позволил 21 июля обойти французов и изгнать их из Талаверы. Также авангард Зайса хорошо проявил себя в битве при Алькабоне 26 июля. Во время самой битвы авангард не вмешивался в бой, поскольку его сектор не подвергался нападению. После отступления в Эль-Пуэнте-дель-Арсобиспо подразделение Зайса прикрыло тыл Куэсты. В битве при Эль-Пуэнте-дель-Арсобиспо отряд Зайса вмешался, чтобы исправить ситуацию после французского удара, хотя ему так и не предоставилось шансов сразиться с врагом, поскольку французы не воспользовались своим кратковременным успехом.

### Битва при Оканье
Его действия не остались незамеченными, и 28 июля он был повышен до фельдмаршала. 12 августа Куэста подвергается нападению в Делейтосе и его заменяют генералом Эгуйя, который оставляет Зайса командующим авангардом.
Затем происходит одно из самых катастрофических событий этой войны. Центральная хунта приказывает Эгуйе присоединиться к армии Ла-Манча (потерпевшей поражение в Альмонасид-де-Толедо), а затем идти в Мадрид. Этой объединённой армией командовал генерал Арейзага; Зайс был снова назначен командовать авангардом.
После перехода по Ла-Манче с юга на север войска Арейзага встречают арьергарда противника в Оканье. 19 ноября в битве при Оканье маршал Сульт напал на испанские войска и разбил их. Авангард Зайса действовал как резерв, блестяще выполняя арьергардные манёвры, которые задержали французов, пока солдаты других дивизий не вошли в ряды авангардных войск; впрочем, при этом из-за неразберихи и замешательства авангард как боевая единица перестал существовать. С этим войском Зайсу удалось отступить в Досбарриос, в 8 км от Оканьи. Там они встретились с остальной армией и ушли в Сьерра-Морена.
20 января 1810 года войска, посланные маршалом Сультом, прибыли на перевал Деспеньяперрос, разбили его защитников и вошли в Андалусию. Силы Зайса (оставшиеся после Оканьи) уходят в Убеду и Хаэн. При отступлении войско постепенно распадается, так что в последующих битвах за Хаэн и Алькала-ла-Реаль их участие было чисто номинальным.
После поражения в Андалусии Зайс уходит в Мурсию, где он снова пытается собрать солдат, чтобы обучить их и сформировать новую армию.

### Действия в Кадисе
Тем не менее, Зайс недолго находился в Мурсии, так как в марте он уже в Кадисе, командуя 4-й дивизией армии, которая защищает город от нападения французов. В Кадисе Зайс пишет труд под названием «Инструкции по правильному военному порядку», которая является ценнейшим пособием по организации войск на местах. Под его руководством 4-я дивизия стала одним из лучших подразделений испанской армии. Тем временем войска Зайса изматывали французов своей тактикой «бей и беги», подобной той, что уже использовалась в Эстремадуре.
21 февраля 1811 года начался фланговый манёвр, с помощью которого обороняющиеся силы Кадиса надеялись победить осаждающих (под командованием маршала Виктора). Испанские войска высадились между 23 и 27 февраля в Альхесирасе и Тарифе с приказом проследовать до Медина-Сидонии, в арьергарде Виктора, и после победы над ним (что было немаловажным) продолжать движение в направлении Кадиса, чтобы завершить снятие осады. Тем временем Зайсу, на виду у войск на острове Леон, пришлось пересечь канал, отделяющий остров от материка, чтобы атаковать силы Виктора. Зайс выполнил свою часть плана в ночь с 2 на 3 марта, но потерпел поражение при пересечении канала 3 марта и был вынужден отступить на свои первоначальные позиции. Десантные войска были задержаны, что привело к провалу задуманного манёвра.
Вскоре после этого Зайсу ставится новая задача. 18 марта он отправился на корабле из Кадиса со своими силами, высадившись на Палосе. Идея состояла в том, чтобы продолжить путь в Севилью, угрожая флангу сил Сульта, осадившего Бадахос. Тем не менее, город Эстремадура сдался 11-го, и Сульт смог противостоять угрозе. 31 марта, после нескольких сражений с французским авангардом понимая, что шанса на успех нет, войска Зайса вернулись в Кадис.
После битвы при Чиклане, целью которой было положить конец осаде Кадиса, генерал-капитан Андалусии Мануэль Лапенья был отстранён от командования за его поведение на поле битвы, поскольку он не пришёл на помощь англо-португальским войскам Томаса Грэхэма; союзники, однако, одержали важную победу над французскими войсками, которые численно превосходили их вдвое. После битвы, когда Грэхэм удалился в Кадис, Лапенья пожаловался на этот уход перед Советом регентства; на следующий день ему было приказано передать командование генералу Зайсу, который в ходе битвы неоднократно требовал отправить его для поддержки англо-португальских войск.

### Битва при Ла-Альбуэра
Вскоре после этого было решено снять осаду Бадахоса путём совместной атаки армейского корпуса генерала Бересфорда, а также так называемого экспедиционного корпуса под командованием генерала Блейка. 1-я дивизия этого корпуса была под командованием Зайса.
18 апреля экспедиционный корпус высадится в Айямонте, а затем поднялся по реке Гвадианы, чтобы встретиться с англичанами. Союзнические силы, которые также включали в себя остатки Армии Эстремадуры под командованием генерала Кастаньоса, встретились в Ла-Альбуэра 15 мая. В тот же день произошла встреча с силами Сульта, который ошибочно полагал, что его противниками были только англичане.
Во время битвы при Ла-Альбуэра Сульт начал мощнейшую атаку на правое крыло, именно там, где находилась дивизия Зайса, причём французы численно превосходили испанцев. Однако войска Зайса выдержали натиск французов. Даже когда бригада Колборна была уничтожена кавалерийской атакой, именно войска Зайса отразили её. Это героическое сопротивление решило исход битвы в пользу союзников. Французы ушли с поля боя. Зайсу было поручено преследовать врага при отступлении.
14 июня войска Зайса атакуют замок Ньебла, но атака не удалась из-за нехватки артиллерии. Вскоре после этого Блейку сообщили, что войско Мармона присоединилось к Сульту и французы двинулись на него. Блейк благоразумно приказывает отступать. 30-го числа войско Зайса отправилось через Айямонте обратно в Кадис.
В начале августа экспедиционный корпус был отправлен в Валенсию, чтобы не дать Сюше захватить Валенсию и Мурсию. 14-го числа этого месяца Зайс прибыл в Валенсию в сопровождении Блейка. Его подразделение оставалось в Вильене до 21 сентября в карантине (и поэтому не могло участвовать в битве) из-за эпидемии.

### Осада Валенсии
Дивизию Зайса было решено отправить в Валенсию, чтобы укрепить гарнизон, защищавший город; отъезд состоялся 25 октября. Блейк, под давлением местных политиков, старался устроить битву. В тот день произошла битва при Сагунто. Дивизия Зайса атаковала Пусоль, а затем продолжила путь на север, достигнув Сагунто, осажденного французами. Тем не менее, остальные силы Блейка были побеждены, и Зайсу пришлось отступить. Один батальон его дивизии был окружён и уничтожен в Пусоле. Остальная часть дивизии организовано отошла вдоль побережья, ведя арьергардные действия. Его уход позволил центру и левому флангу армии Блейка спастись.
После этого боя Зайс со своими войсками прошел в Куэнку, чтобы заблокировать отправку подкреплений в Сюше из Мадрида. В середине декабря Зайс вернулся в Валенсию, и весьма вовремя, так как 26 декабря Сюше начал атаку на Блейка. Войска Зайса хорошо сражались около Мислаты, разгромив дивизию Джузеппе Федерико Паломбини, итальянца, командующего дивизией Королевства Италии на службе у Наполеона; однако силы Блейка были окружены, и был отдан приказ отступать в Валенсию, которая теперь была осаждена врагом.
В начале января французы начали бомбить город. С малым запасом провианта, почти без боеприпасов и очень высоким количеством дезертиров (за исключением подразделения Зайса), Валенсия сдалась 10 января 1812 года. Зайс был взят в плен французами.

## Плен в Венсене
Зайса отправили в Венсенский замок, превратившийся в тюрьму для захваченных в плен благородных и высокопоставленных испанских командиров. В начале 1814 года французы перепутали его с маркизом де Зайсом и решили отправить его в Мадрид, чтобы попытаться добиться от регентства принятия Валенсийского договора, подписанного 11 декабря 1813 года между Фердинандом VII и Наполеоном. Несмотря на путаницу, Зайс отправился в Мадрид с герцогом де Сан-Карлосом, который фактически и выполнил миссию.
25 марта 1814 года Зайс был произведен в генерал-лейтенанты (продвижение по службе, которое он не получил после Ла-Альбуэра по политическим причинам).

## Последние годы
В течение ста дней Зайс командовал 1-й дивизией Правой Армии, войдя во Францию через Каталонию. Сопротивления почти не было, так как силы Наполеона были сосредоточены на севере. После второго отречения Наполеона Зайс отправился в Валенсию.
Он больше не участвовал в сражениях. Уволенный со службы, он умер от сердечного приступа в Чиклане, Испания, 27 октября 1827 года.
Зайс был женат на Марии де Хесус Ланда, уроженке Чили, от которой у него была дочь Мария де ла Консепсьон де Зайс-и-Ланда.